# Handball-Oberliga Hamburg/Schleswig-Holstein 2020/21
Die Handball-Oberliga Hamburg/Schleswig-Holstein 2020/21 wurde unter dem Dach der Handballverbände Hamburg und Schleswig-Holstein organisiert. Sie ist die höchste Spielklasse des Verbundes und wird hinter der 3. Liga als vierthöchste Spielklasse im deutschen Ligensystem eingestuft.

## Saisonverlauf
Die Handball-Oberliga Hamburg - Schleswig-Holstein 2020/21 war die elfte Ausspielung dieser Handballliga. Sie wurde wegen der COVID-19-Pandemie nach dem vierten Spieltag abgebrochen. Im Rahmen einer Sondervereinbarung konnten zwei Vereine in die 3. Liga aufsteigen, Absteiger gab es keine.

### Modus
Siebzehn Mannschaften hätten in zwei Gruppen mit einer Hin- und Rückrunde den Meister, mit Aufstiegsrecht in die 3. Liga, ausgespielt. Die letzten vier Mannschaften wären in die Verbandsligen absteigen. Modus wäre für Männer und Frauen gleich gewesen.

## Teilnehmer
Nicht mehr dabei waren die Aufsteiger der Vorsaison. Neu hinzu kamen die Aufsteiger (N) aus den Verbandsligen.

Handballverband Hamburg

Handballverband Schleswig-Holstein

| Männer  DHK Flensborg - TSV Ellerbek - HSG Marne/Brunsbüttel (N) - AMTV Hamburg - HSG Schülp/Westerrönfeld/Rendsburg - SG Flensburg-Handewitt 2 - TSV Weddingstedt - SG WIFT Neumünster - THB Hamburg 03 (N) - SG Hamburg-Nord - HT Norderstedt (N) - TSV Kronshagen - THW Kiel 2 - TSV Hürup - HSG Tarp-Wanderup (N) - TV Fischbek - FC St. Pauli | Frauen  TSV Altenholz - Slesvig IF (N) - HSG Holstein Kiel/Kronshagen - HL Buchholz 08-Rosengarten 2 - SG Todesfelde/Leezen - SV Preußen Reinfeld - Bredstedter TSV - TSV Ellerbek - AMTV Hamburg - HT Norderstedt (N) - Preetzer TSV (N) - TSV Alt Duvenstedt - Ahrensburger TSV (N) - FC St. Pauli - HSG Bergedorf/VM - ATSV Stockelsdorf - SG Altona |

(A) = Absteiger aus der 3. Liga (N) = neu in der Liga
  Aufsteiger zur 3. Liga 2021/22
- Für die Oberliga 2021/22 qualifiziert